# بيليه ريد
بيليه ريد (بالإنجليزية: Pelé Reid)‏ مواليد 11 يناير 1973 في برمنغهام، المملكة المتحدة، هو ملاكم محترف إنجليزي سابق صنّف ضمن فئة الوزن الثقيل.

## إحصائيات
خاض خلال مسيرته 28 نزالا، فاز في 20 وتعادل في 2 وخسر في 6. فاز بالضربة القاضية في 17 نزالا.

## روابط خارجية
- بيليه ريد على موقع بوكس ريك (الإنجليزية) (registration required)